# Wiesrotte
Wiesrotte (früher auch Wies) ist eine Streusiedlung in den Türnitzer Alpen im niederösterreichischen Mostviertel, Gemeinde Frankenfels, Bezirk St. Pölten.

## Geographie

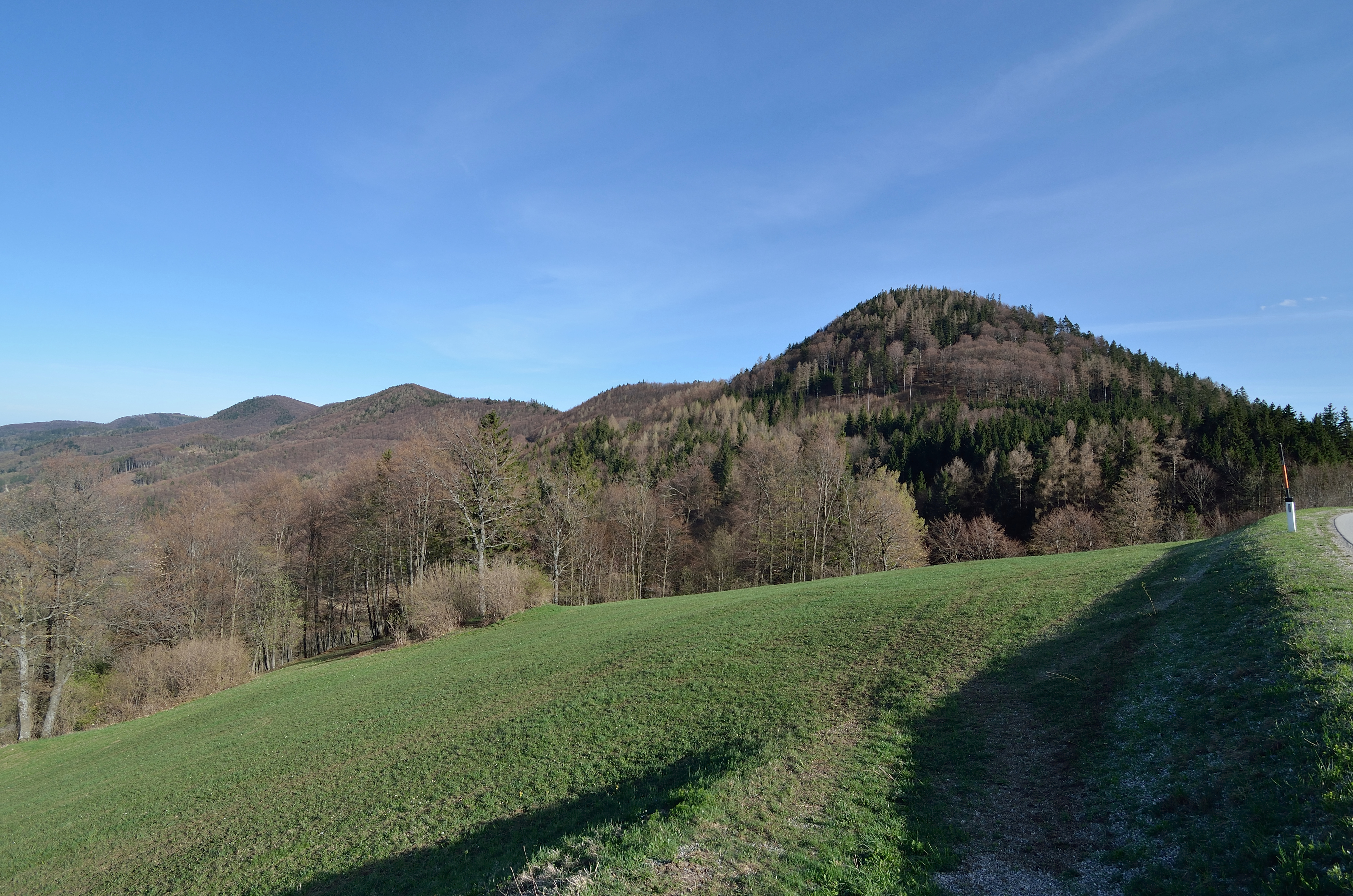
Asangkogel und Walzberg

Die Streusiedlung liegt etwa 33 Kilometer südwestlich von Sankt Pölten, knapp 4 km nordwestlich des Gemeindehauptorts. Die zerstreuten Häuser erstrecken sich über 2 km am oberen Weißenbach, einem Nebenbach der Pielach bei Weißenburg und am Winkelgraben auf Höhen um 540 m ü. A. Im Süden liegt der Frankenfelsberg (933/918 m ü. A.) zum Pielachtal hin, im Norden von Westen nach Osten der Asangkogel (860 m ü. A.), der Walzberg (868 m ü. A.) und der Grüntalkogel (886 m ü. A.) zum Texingtal hin.
Der Ort umfasst knapp 20 Gebäude mit etwa 50 Einwohnern. Zum Ort gehören die Einzellagen Steinhauf am Weißenbach, Spiellaube am Zusammenfluss der Bäche, sowie Hundsbaumeben und Winkl im Winkelgraben.
Durch den Nordteil am Weißenbach verläuft die L 5226 (Pielachtal Straße B 39 bei Weißenburg – Plankenstein – L 89).
Nachbarortschaften
| Plankenstein Weißenbach (beide O, Gem. Texingtal, Bez. Melk) | Walzberg (O, Gem. Texingtal, Bez. Melk)     |                     |
|                                                              | Kompassrose, die auf Nachbargemeinden zeigt | Tiefgrabenrotte (O) |
| Karrotte (O)                                                 |                                             | Lehengegend (O)     |

## Geschichte
1837 schrieb Franz Xaver Schweickhardt in seinen historisch-topographische Beschreibungen,
dass die Rotte 7½ Stunden Entfernung zur nächsten Poststation (St. Pölten) hatte und sich in einer Entfernung von 2 Stunden von Frankenfels befand. Die Häuser lagen über eine halbe Stunde zerstreut. Weiters ist zu entnehmen, dass die Rotte zum Wehrkreis des Linien-Infanterie-Regiments Nr. 49 gehörte. Die Seelenzahl betrug 13 Familien, 37 männliche und 36 weibliche Personen sowie 2 schulfähige Kinder. Unter den Bewohnern waren „gut bestiftete“ Waldbauern, welche – ausdrücklich erwähnt: „sehr gute“ Viehzucht und etwas Ackerbau (Korn und Hafer) und Obstbau für den Eigenbedarf betrieben. An Viehbestand waren 3 Pferde, 40 Ochsen, 34 Kühe, 72 Schafe und 36 Schweine vermerkt, was für 13 Familien gut war. Das Klima „ist rau, aber gesund, das Wasser besonders gut“. Die Jagd, ein Eigentum der Herrschaft Kirchberg an der Pielach, lieferte Hochwild.
Bis zur Aufhebung der Leibeigenschaft 1848
wurde die Rotte großteils vom herrschaftlichen Maierhof der Burg Weißenburg, der zur Herrschaft Kirchberg an der Pielach gehörte, bewirtschaftet. Rotthaus war das Gehöft Groß-Wies (Hnr. 7).
Im 19. Jahrhundert wurde die Wiesrotte wegen der Bergschmiede (Hausnummer 1) auch Schmieddorf genannt.

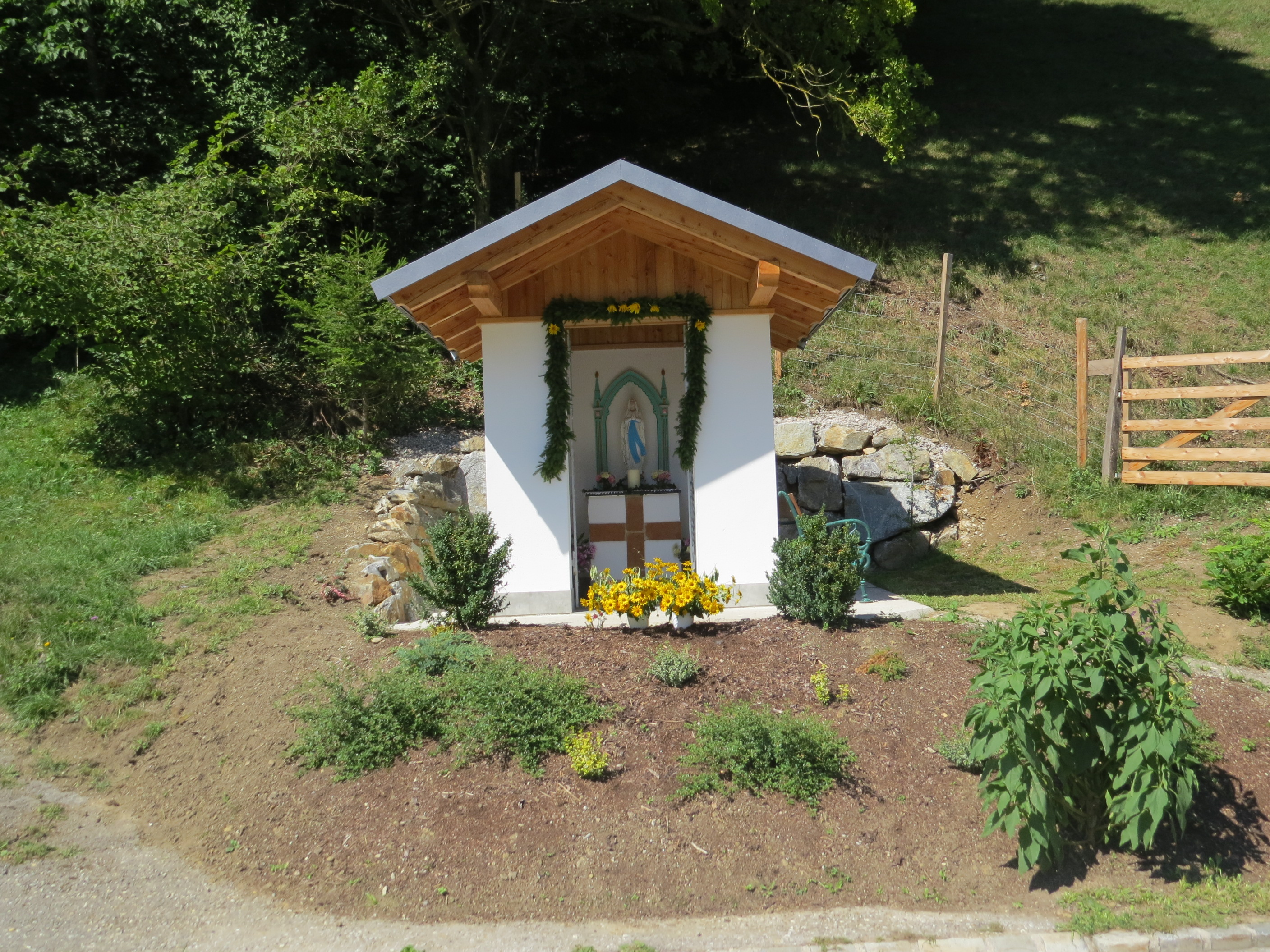
Die neu errichtete Spiellauben-Kapelle bei der Einsegnung am 15. August 2017. 1907 wurde an diesem Standort erstmals eine Kapelle errichtet.

1907 wurde eine Kapelle in der Nähe des Gehöfts Spiellaube errichtet. 2017 wurde sie erneuert und am 15. August 2017 erneut gesegnet.
Um 1930 wurde im Gemeinderat darüber diskutiert, eine eigene Schule im Weißenbachtal zu errichten.

### Haus- und Flurnamen
In der Wiesrotte existieren derzeit zwölf Häuser, die einen Hausnamen besitzen.
(In Klammer ist hier die Wortherkunft angeführt)
- Wiesrotte 1: Bergschmiede (Hammerschmied)
- Wiesrotte 2: Steinhaufen (schottiger Grund)
- Wiesrotte 3: Berg (Anhöhe, örtlich auch Beri genannt)
- Wiesrotte 4: Brandstatt (Brandrodung oder ungewolltes Feuer)
- Wiesrotte 5: Gstetten (Stelle oder schiefe Fläche)
- Wiesrotte 6: Spiellaube (Laube und Ort gesellschaftlicher Treffen)
- Wiesrotte 7: Groß-Wies (Wiese)
- Wiesrotte 8: Klein-Wies
- Wiesrotte 9: Hundsbaumeben (Ebener Platz im Wald mit Hundsbäumen, das sind Dirndlstrach, Faulbaum, Kreuzdorn, Heckenkirsche und andere)
- Wiesrotte 10: Mühlbauer (Mautmühle)
- Wiesrotte 11: Nothäusl (Lage an einem wenig wasserführendem Bach)
- Wiesrotte 12: Winkl (Lage am Talende, im letzten Winkel)

Es existierte auch ein Haus namens Sternreit, welches aber von der Spiellaube übernommen wurde. Der Hausname ist in der Bevölkerung noch als Flurname erhalten geblieben. Aufgrund der oft identischen oder relativ rasch wechselnden Nachnamen der Einwohner sind in der Wiesrotte sowie im gesamten ländlichen Raum durchaus noch die Vulgonamen üblich.
Noch heute ist folgender Spruch bekannt: Der Weißenbach fängt im Elend an und hört in der Not auf. Gemeint sind dabei die Häuser Elendgarten (Weißenburggegend 15) und Not (Wiesrotte 11, das ist bei Winkl).

## Wirtschaft
In der Wiesrotte wurden neben der Land- und Forstwirtschaft auch andere Gewerbe betrieben. So übte in der Wiesrotte 1 ein Hammerschmied seinen Beruf aus. Heute gibt es nur mehr land- und forstwirtschaftliche Betriebe.

## Kultur und Sehenswürdigkeiten
Die Häuser gehören zur Pfarre Plankenstein (Gemeinde Texingtal). Aufgrund der weiten Entfernung zur Volksschule Frankenfels besuchten die Kinder die Schule in Plankenstein. Die Verbundenheit zu Plankenstein zeigt sich noch heute an den regelmäßigen Kirchgängen der Bewohner nach Plankenstein.
Zwischen Brandstatt und Spiellaube befindet sich ein Kreuz, welches an einen alten Bruckmühler aus der Falkensteinrotte 12 erinnern soll, welcher hier verunglückte.

## Persönlichkeiten
- Johannes Fahrngruber (1845–1901), Theologieprofessor, Heimatforscher, Kunsthistoriker und Gründer des St. Pöltner Diözesanmuseums stammte von der Bergschmiede (Wiesrotte 1) ab.